# Валенсія (Нью-Мексико)
Валенсія (англ. Valencia) — переписна місцевість (CDP) в США, в окрузі Валенсія штату Нью-Мексико. Населення — 2052 особи (2020).

## Географія
Валенсія розташована за координатами 34°48′21″ пн. ш. 106°41′6″ зх. д. / 34.80583° пн. ш. 106.68500° зх. д. (34.805706, -106.684988).  За даними Бюро перепису населення США в 2010 році переписна місцевість мала площу 5,17 км², з яких 5,17 км² — суходіл та 0,00 км² — водойми.

## Демографія
Згідно з переписом 2010 року, у переписній місцевості мешкали 2192 особи в 821 домогосподарстві у складі 596 родин. Густота населення становила 424 особи/км².  Було 876 помешкань (170/км²).
Расовий склад населення:
| - 72,4 % — білих - 4,4 % — корінних американців - 1,1 % — азіатів - 0,8 % — чорних або афроамериканців - 17,7 % — осіб інших рас |

До двох чи більше рас належало 3,6 %. Частка іспаномовних становила 56,2 % від усіх жителів.
За віковим діапазоном населення розподілялося таким чином: 23,4 % — особи молодші 18 років, 63,7 % — особи у віці 18—64 років, 12,9 % — особи у віці 65 років та старші. Медіана віку мешканця становила 41,3 року. На 100 осіб жіночої статі у переписній місцевості припадало 96,9 чоловіків;  на 100 жінок у віці від 18 років та старших — 97,5 чоловіків також старших 18 років.
Середній дохід на одне домашнє господарство  становив 46 422 долари США (медіана — 33 106), а середній дохід на одну сім'ю — 54 316 доларів (медіана — 38 036). За межею бідності перебувало 32,1 % осіб, у тому числі 58,2 % дітей у віці до 18 років та 26,9 % осіб у віці 65 років та старших.
Цивільне працевлаштоване населення становило 815 осіб. Основні галузі зайнятості: освіта, охорона здоров'я та соціальна допомога — 21,1 %, виробництво — 14,0 %, транспорт — 12,4 %, мистецтво, розваги та відпочинок — 12,3 %.